# Alchemilla aperta
Alchemilla aperta är en rosväxtart som beskrevs av Sergei Vasilievich Juzepczuk. Alchemilla aperta ingår i släktet daggkåpor, och familjen rosväxter. Inga underarter finns listade i Catalogue of Life.